# 中洲里 (學甲區)
中洲里是臺灣臺南市學甲區的一個行政區，它雖與舊時學甲十三庄的庄頭中洲同名，然而在實質上兩者所轄的區域範圍是有些許的差異，兩者間所含的地域概念是不同的。其中的最主要的是地域所涵蓋的範圍，傳統上所謂的中洲庄，其所轄範圍大致已含蓋了整個中洲里，甚至包含目前隸屬北門區的部分區域，以及現光華里中不含東邊北側凸出的部分地域。

## 沿革
明鄭時期，中洲陳桂公（陳一貴）為鄭成功部隊的運糧官，並兼掌督眷船與民船隊的職務，當時其帶領部分民船隊及眷船入漚汪溪（今之將軍溪），由今之中洲、頭前寮的西北岸平安上陸，陳氏在巡察了登路地附近適宜落腳的地區之後，便就在此就地取材並開始建寮以安頓軍民，之後並再與鄰近同行登陸的隊伍軍民會合，在完成大批人員登陸事宜後，便令各路人員擇其合宜之處所搭建臨時的屋舍屯駐，經過一段時間的適應與穩定後，便有長期駐紮的想法，並且將此地命名為中洲（臺灣中州陳氏族譜參照）。
日後此地隨著日本佔領臺灣之後，對此地區又再三的劃分與變更，該地曾劃分為鹽水港廳、北門郡、臺南廳等3個單位管轄。 臺灣光復後因學甲庄改制升格為學甲鄉之後，又隸屬為臺南縣所轄，另外日劇時使用的大字也改制成為村級行政單位，2006年08月將民吉、西進、光明及白渚4里合併為中洲里，至於里名則以舊稱謂「中洲」為名命之，而中洲二字在一般民間的定義，就是地區四面被水圍繞且地處垂危之處。

## 交通
由於中洲里的開發甚早，因之其交通網路也跟著發達，其聯外交通有:臺17、174線、171線、南9、南1線等道路，附近並有臺19線相連，加上早期又有將軍溪的水路，惟現今將軍溪已無運輸作用。
臺17線南下之後再向東轉174線，在過了中油加油站便是二重港，其行政區域又成為仁里里，但臺17線道路僅僅是從里西南邊的棧寮聚落經過。
174線經過二重港竹圍仔聚落之後，大概就進入學甲區的境內，由西往東可分成3大地區，如下：
1. 中洲地區，包括西廍、謝厝寮、中洲、東頭角、過港仔、新筏仔頭等；
2. 學甲地區，包括下溪洲仔、後社、學甲、三塊厝仔、新二港仔、東寮等；
3. 山寮地區，包括頂山寮、山寮等，往東還有支線的瓦寮。

整個區域大抵由174線5公里處一直綿延至13.5公里處，總長度約為8.5公里。此外，道路由西向東穿過庄頭中部，將庄頭切分成南北兩地，並且在經過惠濟宮之後不遠即向東南方，沿著本里外圍進入秀昌里的下溪洲聚落。而174號道路在中洲里境內有兩個路名，在本里西半段為中洲路，而東半段在慈福宮附近往東的則為中山路。
171線在學甲為三連路，其路經中洲里為由西北向東南路經外圍，並沿著村里合併前的白渚里東北邊緣而下。南9號線在與南12分開後，沿著中洲里北方邊緣的養殖場南下進入本里境內，在離開之後直通二重港的侯氏宗祠。南1線由新頭港向南，在與171交會之後，沿著本里邊緣繼續南下，並終止於174線道路(中洲路)。臺19線公路藉由174線往西與中洲里連結，中洲列為臺19線公路學甲段支線庄社，亦屬於學甲十三庄之一。 

## 宗教
由於位於傳統的中洲庄頭境內開發得早，因而中洲里的宗教也相當興盛，其中道教的寺廟為最多，轄區內有 : 惠濟宮、慈福宮、清佛宮、聖嶽宮、才天宮、開台清水寺及南聖宮等道教寺廟。另也有祭祀孤魂野鬼的民間信仰，有萬善爺公廟、頭前山仔榕仔公和東西2座新舊南無阿彌陀佛碑。至於佛教，則有廣善精舍，位於里的東邊中洲2之20號。
- 惠濟宮：清乾隆四十七年（1782年）即建草寮奉祀，廟宇則創建於清同治五年（1866年），主祀有保生大帝、中壇元帥、開基福德正神等神祇，是中洲社區的信仰中心，也是角頭聚落的公廟。[11]

- 慈福宮：因是由邱家先祖跟隨鄭成功渡海來臺時奉請前來中洲駐駕，因而此廟又俗稱「姓邱廟」，主祀有李府千歲、文衡帝君、吳府千歲等神祇，其祂陪祀有觀音佛祖、文殊菩薩、福德正神、註生娘娘、十八羅漢金身等。[12]

- 清佛宮：中洲陳氏於明治14年自唐山恭迎觀音佛祖神尊奉祀於佛堂，光復後經惠濟宮太子爺諭示迎請觀音佛祖及普庵祖師回鎮鎮守，又往臺東卑南迎請觀音佛祖及六甲赤山巖迎回普庵祖師回茅草埔，並由28戶人家輪流爐主輪祀，民國70年左右有信徒倡議建廟乃成立籌建委員會，於1998年5月13日辰時奠基肇建。其他陪祀有普庵祖師、李府大王、註生娘娘、福德正神、黑虎將軍等神祇。[13]

- 聖嶽宮：於1944年中洲竹圍仔陳家先祖陳決，向東嶽殿求賜黃色香火，數年後再求賜金令一幟回鄉，1964年鄉親仕紳求賜龍身，1996年3月28日大帝聖誕日，由陳家子孫及眾信士發起，決意原地興建宮廟之議，1997年3月23日佳辰動土，於2001年12月22日舉行入火安座。主祀為東嶽大帝，陪祀則有福德正神、註生娘娘、黑虎大將軍、牛將軍、馬將軍等神祇。[14]

- 才天宮：初期未建廟，眾神恭奉於值年爐主家中，遇到聖誕祭典時再臨時搭棚設壇供信眾參拜，1969年六月，庄民謝劉、謝松、謝番停三位耆老合購謝怨一百五十坪土地，提供為建廟用地。1973年3月，在南鯤鯓代天府吳府千歲及學甲慈濟宮保生大帝的協助下，上天賜廟號為「才天宮」，同年六月籌組興建委員會開始規劃所有興建工作。1973年2月新廟破土興建，於1975年8月竣工。主祀神明 : 謝元帥，陪祀有 : 二太子、三太子、黑虎大將軍，配祀福德正神、註生娘娘等神祇。[15]

- 開台清水寺：十七世紀初林氏始祖契眷來台墾殖，迨至2005年方成立廟宇興建委員會，於2007七年農曆正月六日眾神祇登基入寺。2009年農曆十月六日謝土。主祀為清水祖師爺，此外，寺中供奉了一尊孩童造型清水祖師爺，是臺灣僅有的一尊。[16]

- 南聖宮：位於臺17線道路的路旁，是中洲里最西邊的棧寮聚落角頭廟，主祀為大聖爺（齊天大聖），也是少數僅供奉單一神祇的廟宇。

- 聖安殿：是中洲里境內最新的廟宇，2024年2月4日正式入火安座，主祀神祇為文衡聖帝，其祂有包府千歲、天官武財神趙元帥等神祇。[17]

- 萬善爺公廟：位在庄口174線（中洲路）路南，1959年由中洲惠濟宮創建簡廟奉祀，並增祀福德正神（原墓旁「后土」），這是一間典型的有應公廟，因早年無主屍骨集中於此埋的萬人塚，2005年重建為典雅小祠，其旁有金爐、廁所、老樹、涼亭，也是每年學甲上白礁的重要休憩站，每年以農曆6月12日為例祭日，中洲人多會備辦三牲酒醴前來祭拜。[10]

- 頭前山仔榕仔公：「頭前山仔」指的是中洲鬧區往頭前寮產業道路東南邊的隆起樹林，樹林內土丘林立自然生長多株老榕樹，樹齡已逾200歲其中4株最為高大，東西走向蒼鬱青翠只是一度是中洲人的亂葬崗，而此地為中洲聞人陳益茂家族私產。頭前山仔老樹蒼鬱整片樹林陰森烏暗，遠觀比近賞要來得美麗。80年代大家樂風行期間，樹前曾是瘋狂民眾「摃明牌」的場域。由於這裡平時罕無人跡又無人管理，因而老樹、雜叢任由發展氣根四處竄生，整片樹林陰森烏暗。[10]

- 東西2座新舊南無阿彌陀佛碑：2座南無阿彌陀佛碑皆屬石敢當的一種，分別在萬善爺公廟的174線道路北處（新碑）及東邊路南處（舊碑），安設目的都是辟邪之用。新碑設置於1980年前後，設置原因為三寮灣魚販「痟昆仔」騎機車在此撞牛死後，中洲惠濟宮為祈安辟邪所安設，碑體初為混凝土，2005年重建「萬善爺公廟」時，亦同時重造為大理石碑，並搭建廟型的不鏽鋼小亭護碑。每年例祭日則隨同萬善爺公廟（農曆6月12日）祭拜，另外3大節（清明、中元、除夕）也有一些庄民前去祭拜。東邊路南的是為舊碑為花崗石材，此碑設置的由來據說是在日據時期曾流行著天花，導致庄民因此死亡者不少，而在當時庄神指示要立石敢當來煞陰水的流入，起初時碑是立向西南，之後又改成西北巷。現今此碑幾乎已無人前去祭祀。[10]

## 重要建物
陳桂記大宗祠:學甲中洲地區大部分的陳姓族人，多認同陳一桂為中洲庄的開基祖，陳一桂起初率領兒子陳昭龍、陳石龍、陳瑞龍全家共計13人入墾中洲，也因此啟動了中洲地區的開發，而日後陳氏事業發達後家大業盛，於是便興建了陳桂記大宗祠。 中洲陳姓族人每年農曆7月初1（前周日）於「陳桂記大宗祠」舉行祭祖後，都會再專程至鄭細老祖媽墓巡禮祭拜。 
棧寮社區古厝 : 棧寮是一個目前不到10戶的小聚落，惟雖聚落範圍甚為迷你，却曾經出過1位縣太爺（臺南縣長），聚落中的劉姓2房的劉博文便曾經當選過臺南縣第5、6屆縣長，其宅第位於棧寮最東邊今為中洲191號，目前庄內尚有幾棟三合院的古厝，其中以中洲190號大房的古厝保存的最完整，為此中洲社區還在此立了「社區古厝」的標示。
白礁亭 : 位於頭前寮（謝厝寮）聚落的西南方，行政區則屬西進里境內，是學甲慈濟宮舉行上白礁刈香與謁祖兩大宗教活動的主要場地，在此亭遙祭對岸白礁祖廟的宗教儀式，取代了回福建祖廟的宗教活動。
鄭氏軍民登陸暨上白礁謁祖紀念碑 : 明末鄭成功在收復臺灣之後，有一部分軍民在頭前寮將軍溪畔登陸，而為紀念當初來臺得以平安地登岸，於是由原臺南縣政府在民國67年（1978年）所立的紀念碑，供後世子孫們緬懷。
華宗橋、華宗路、華宗紀念公園、陳華宗故居: 陳華宗擔任臺南縣議員任內積極爭取北門商港（蘆竹溝）之開發，惟不幸於1968年11月10 日車禍過世，致使北門商港計畫胎死腹中。原學甲鎮代表會為表彰其對地方之貢獻，生前即將學甲通往將軍區苓仔寮的將軍溪大橋命為「華宗橋」（1955年）。而在其過世之後，原學甲鎮公所再於1969將學甲市區最大的馬路命為「華宗路」（臺19線），同時籌建華宗紀念公園及銅像（位在東陽國小西側），並自1978年起每年舉辦「華宗盃排球賽」紀念，目前此賽事已成為全國知名之排球賽。陳華宗在身故後，遺留一座曾用來招待社會名流招待所，因年久失修閒置至今，因而學甲地方人士積極爭取修復陳華宗故居。

## 聞人
- 陳華宗（1904年3月10日—1968年11月10日）：為望族子弟中洲當地陳氏家族的後裔，祖籍福建省泉州先祖陳一貴是鄭成功的運糧官，1917年時離臺前往東京求學，先後畢業於東京豐山中學、立正大學史學科，1932年辭職回到臺灣。1950年當選嘉南大圳水利委員會副主任委員，1951-1959任原臺南臺議會第1-4屆議員並膺選為議長，1959年轉任嘉南農田水利會會長，任內完成白河水庫興建及曾文水庫規劃。1964年當選原臺灣省議會第3屆省議員，並當選連任第4屆，任內積極爭取北門商港（蘆竹溝）之開發。由於其從政作風相當清廉，因而頗受學甲地區百姓感念，故被視為政治人物典範，當地人稱為「華宗精神」。[10][21][22][23][8]

- 劉博文（1922年—1981年6月6日）：祖先劉十從柳營搬至位於將軍溪橋北的村落棧寮，形成劉氏聚落，父親劉老福以修理腳踏車為業，14歲時中途輟學投靠在滿洲作醫生的叔叔，曾經人介紹到日本憲兵隊擔任給事，並參加日本函授學校畢業後升為譯官。曾任第五、六屆臺南縣縣長，在地方上屬「海派」派系。任內因發生農地重劃弊案被起訴停職，入獄後因病保外就醫，最後在家中上吊自殺。[24]

- 陳益茂：為中洲陳氏家族後人，曾連續當選3屆學甲民選鎮長，並也當選過臺南縣議員。[25]陳氏相當熱心公益，曾於1961年幫助來自香港的周智夫，在臺南西門路開基武廟前小巷開設益智堂，讓周氏從此從此得以在臺落地深根。[26][27]中洲里合併前幾個里中的白渚里，乃其依唐詩人杜甫七言絶句「登高」之詩句：「風急天高猿嘯哀，渚清少白鳥飛迴」所命名，意指洲中之一小部。[28]

## 圖集

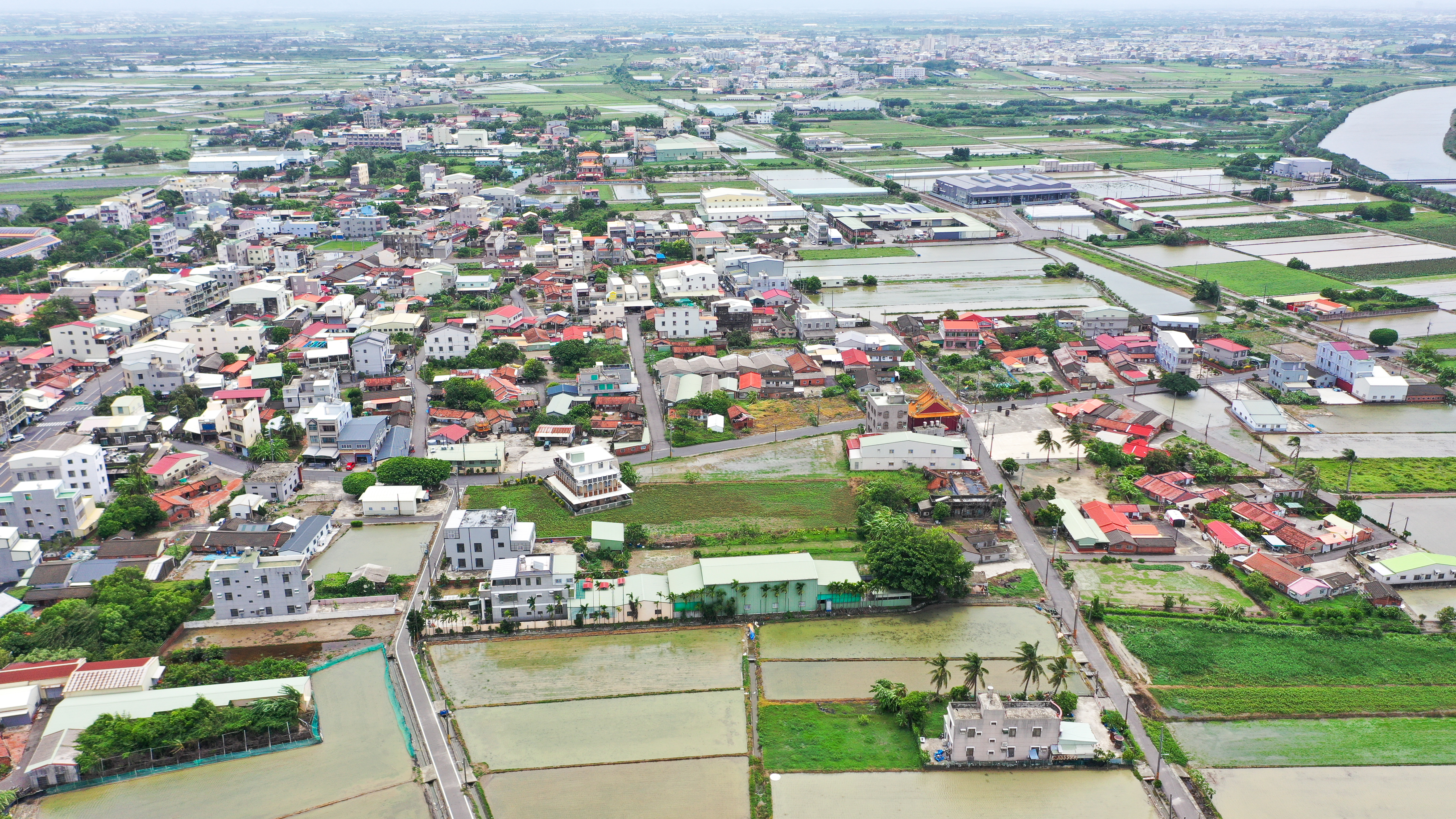
全里轄區空拍-1
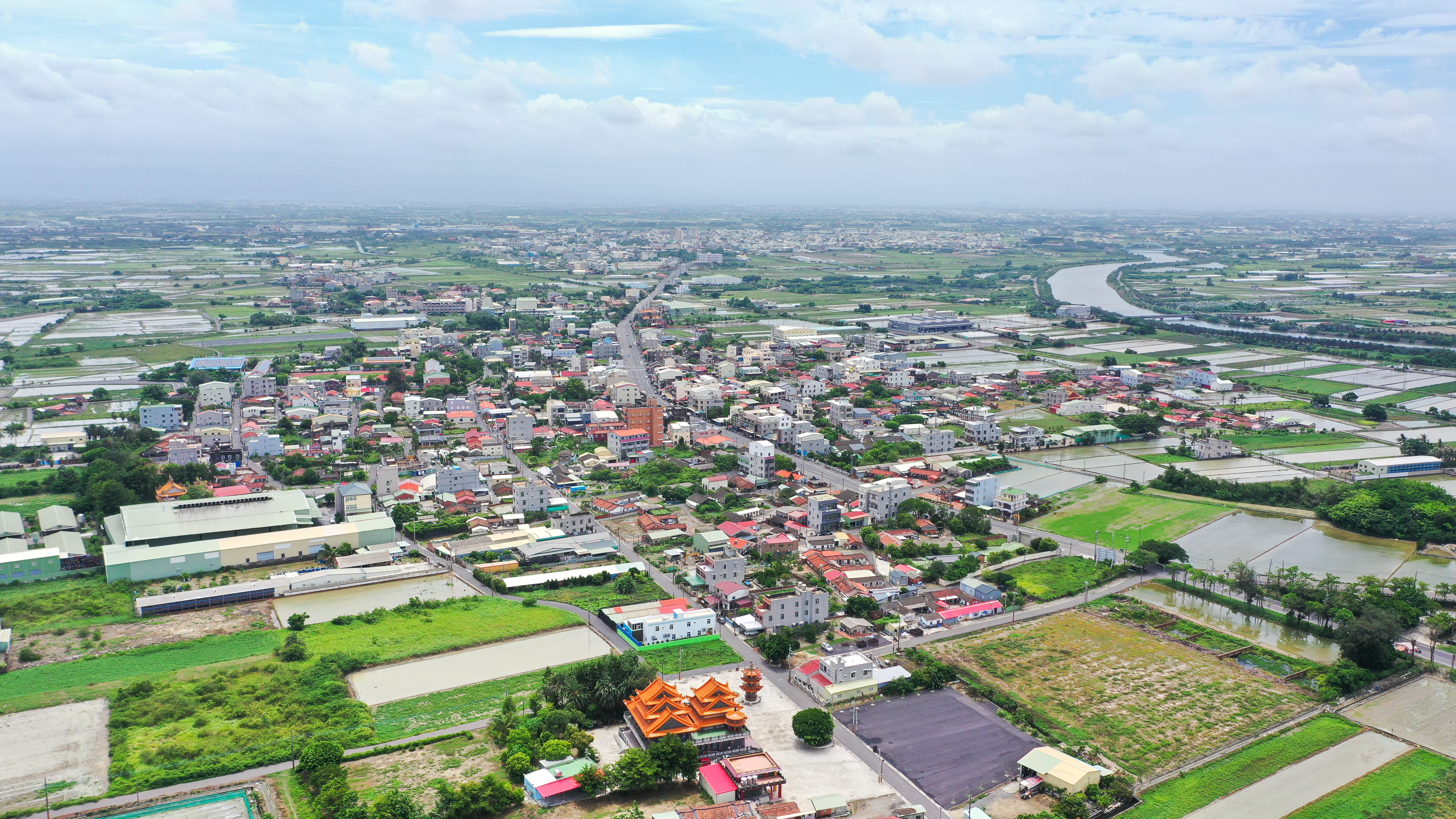
全里轄區空拍-2
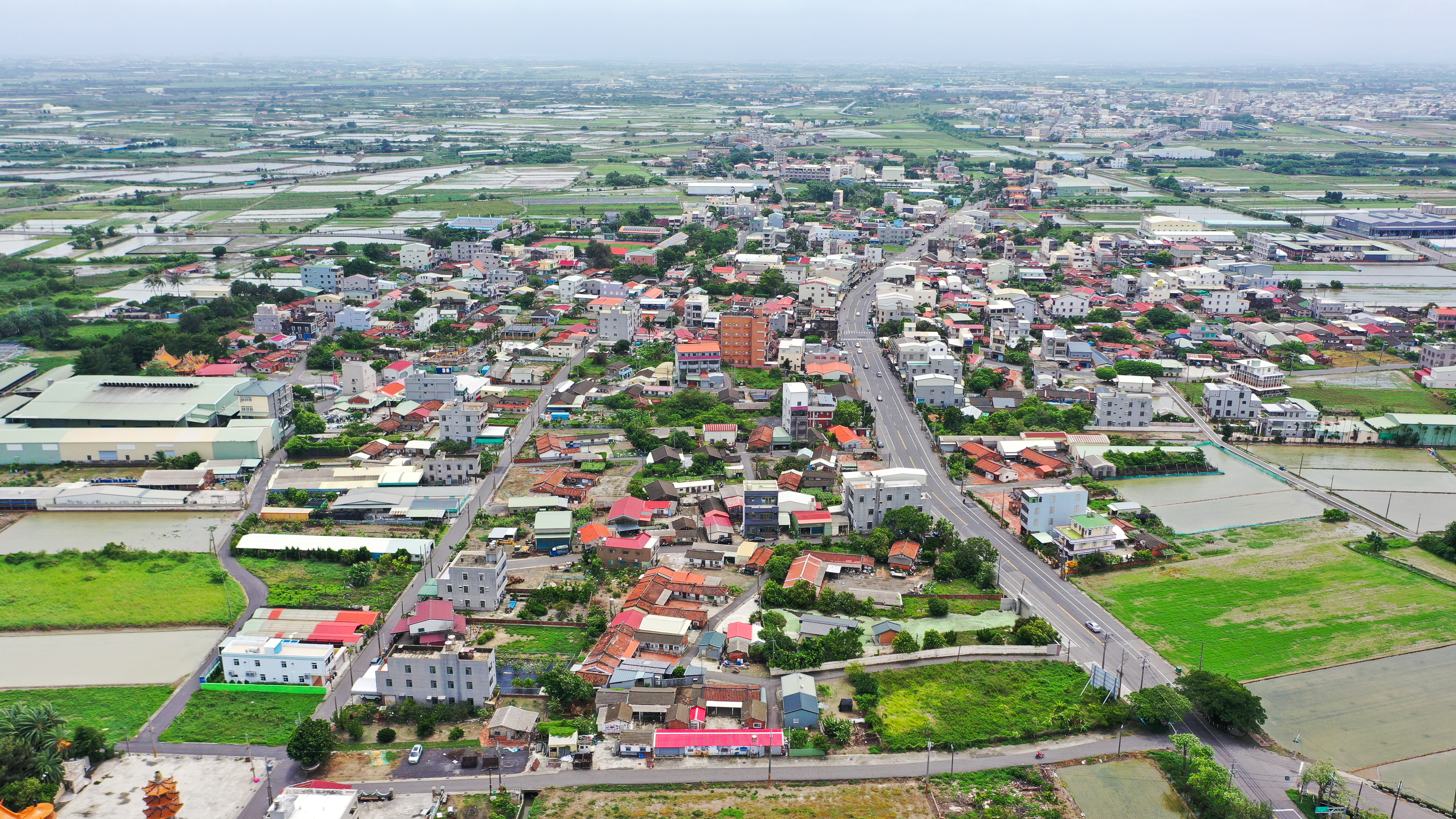
全里轄區空拍-3
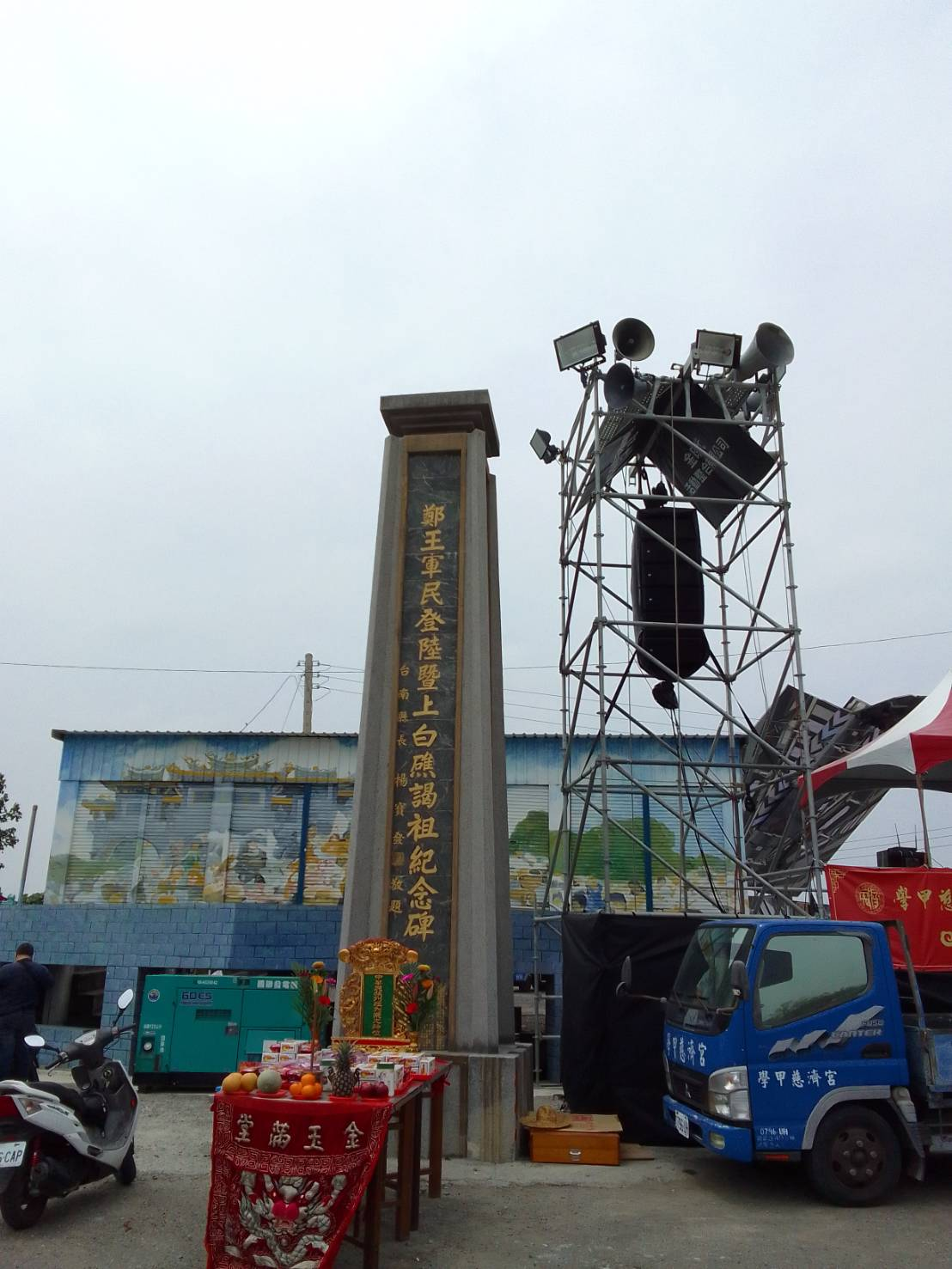
鄭氏軍民登陸紀念碑
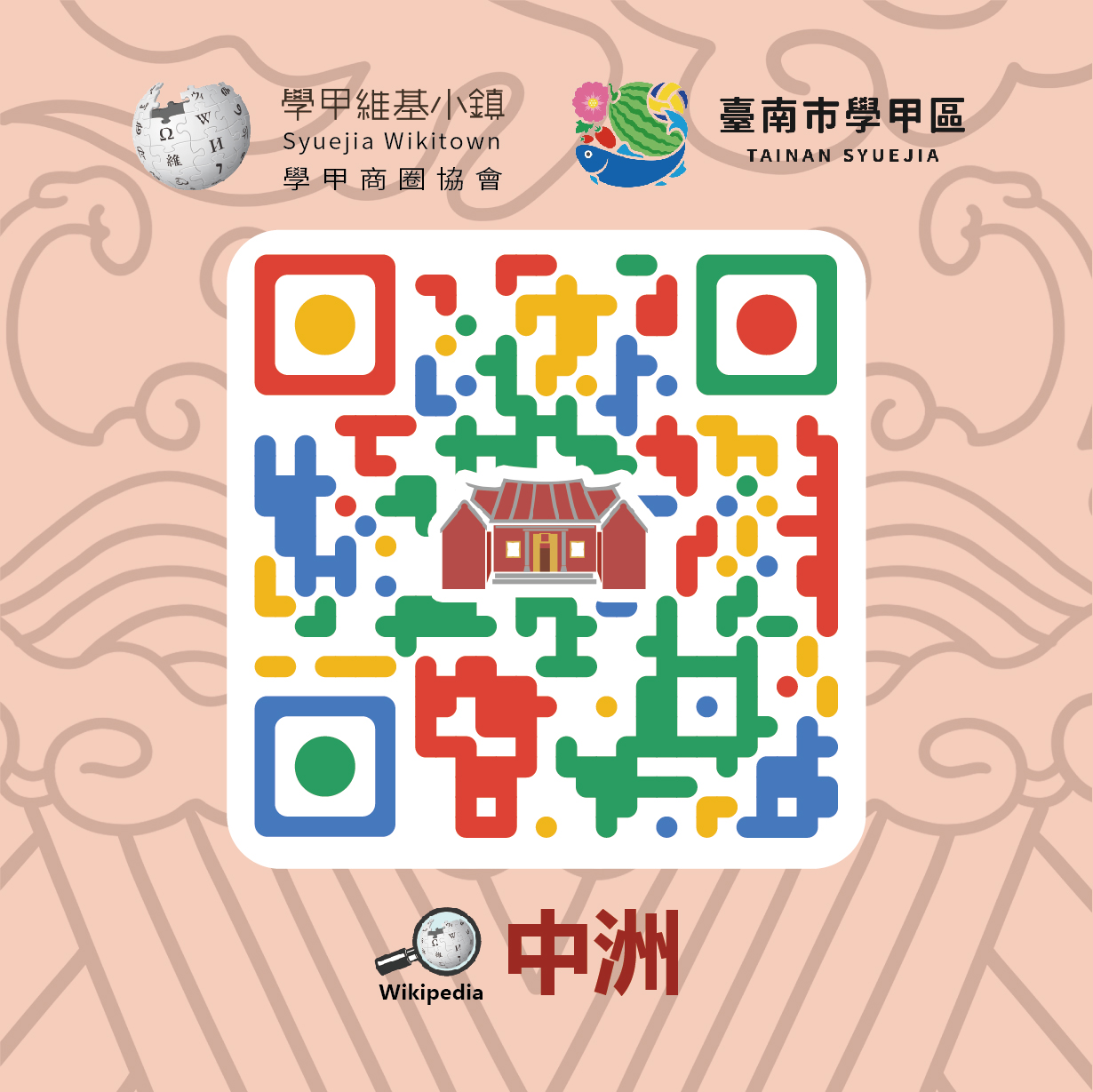
中洲-學甲維基小鎮彩色2維條碼瓷牌
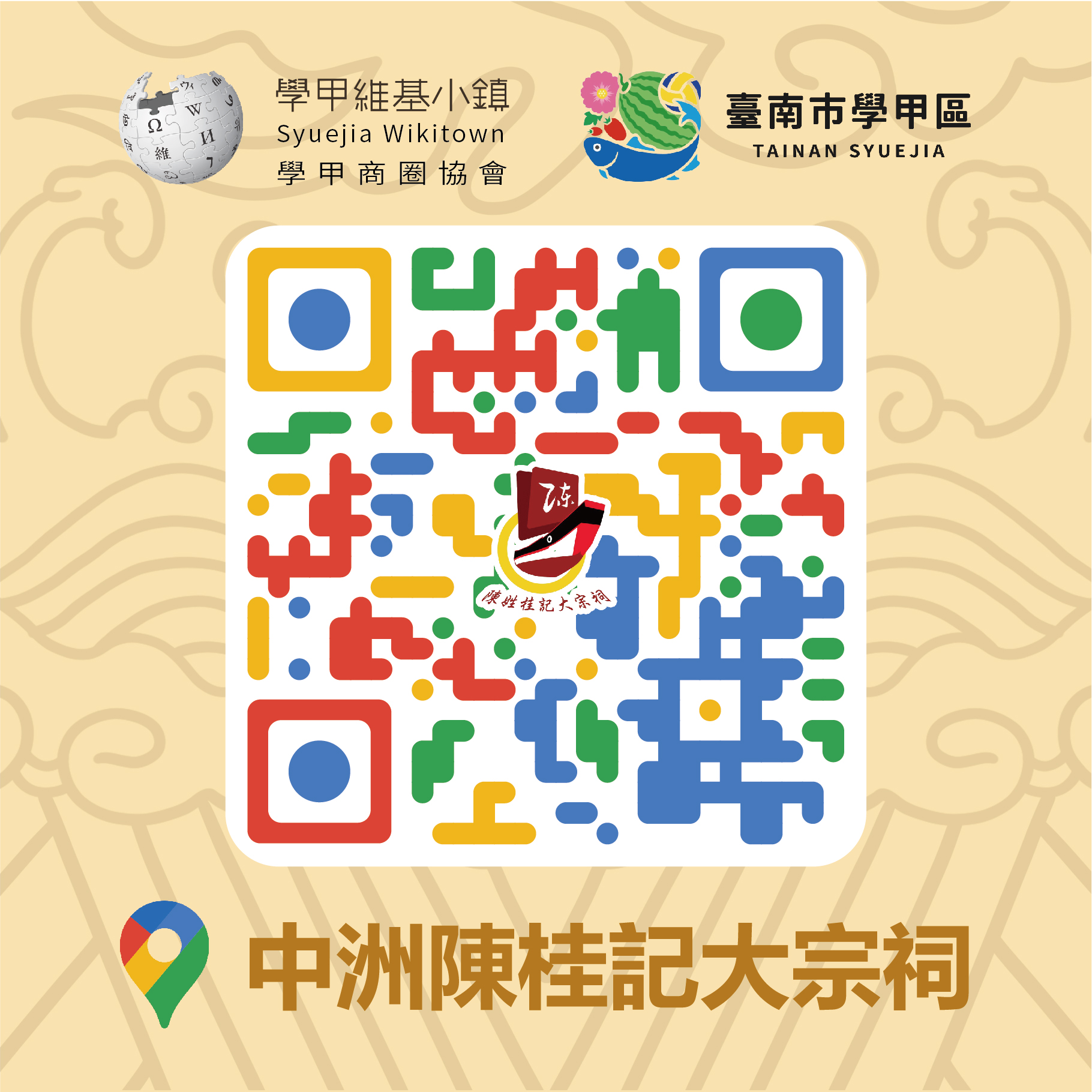
陳桂記大宗祠-學甲維基小鎮彩色2維條碼瓷牌
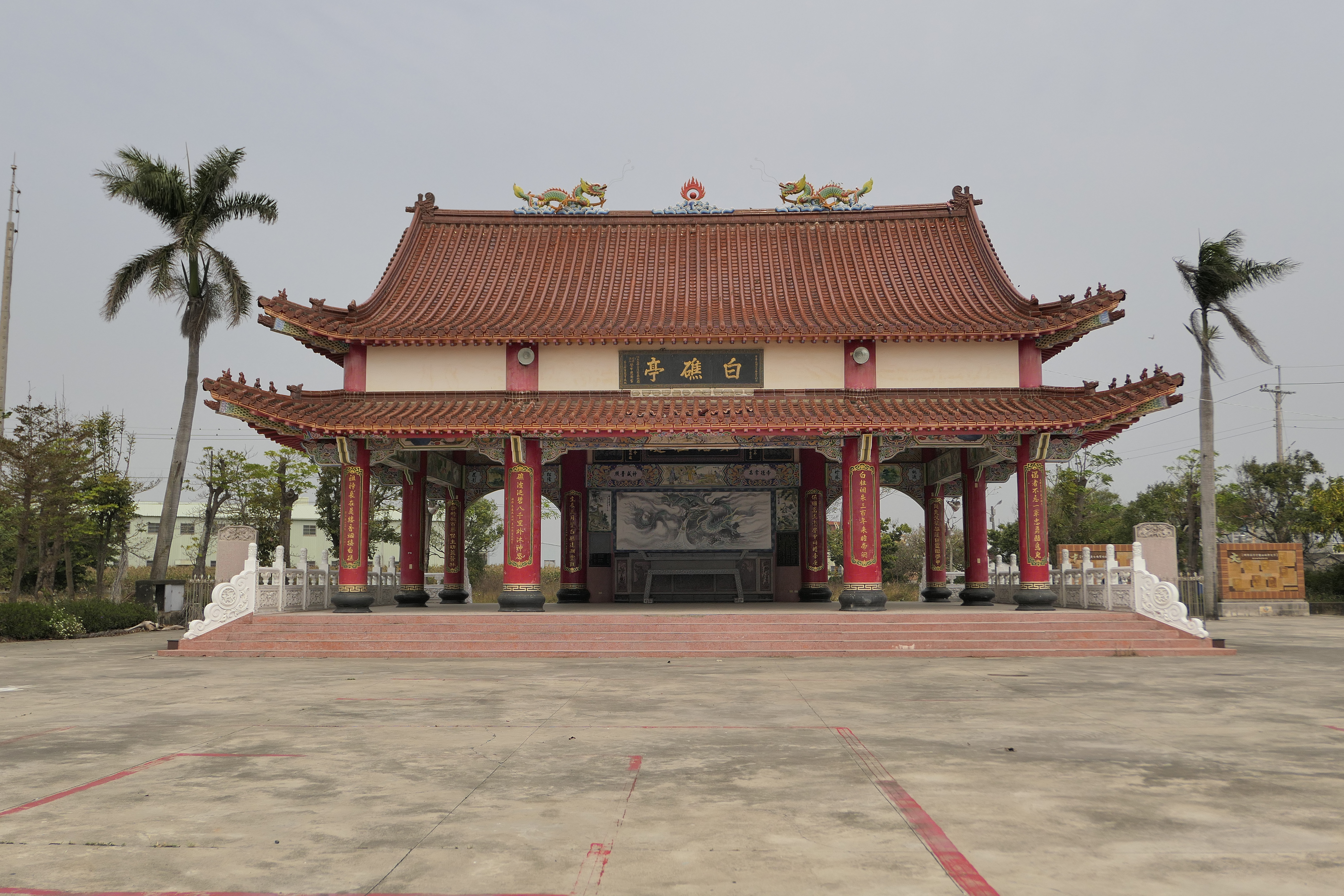
白礁亭正面全景
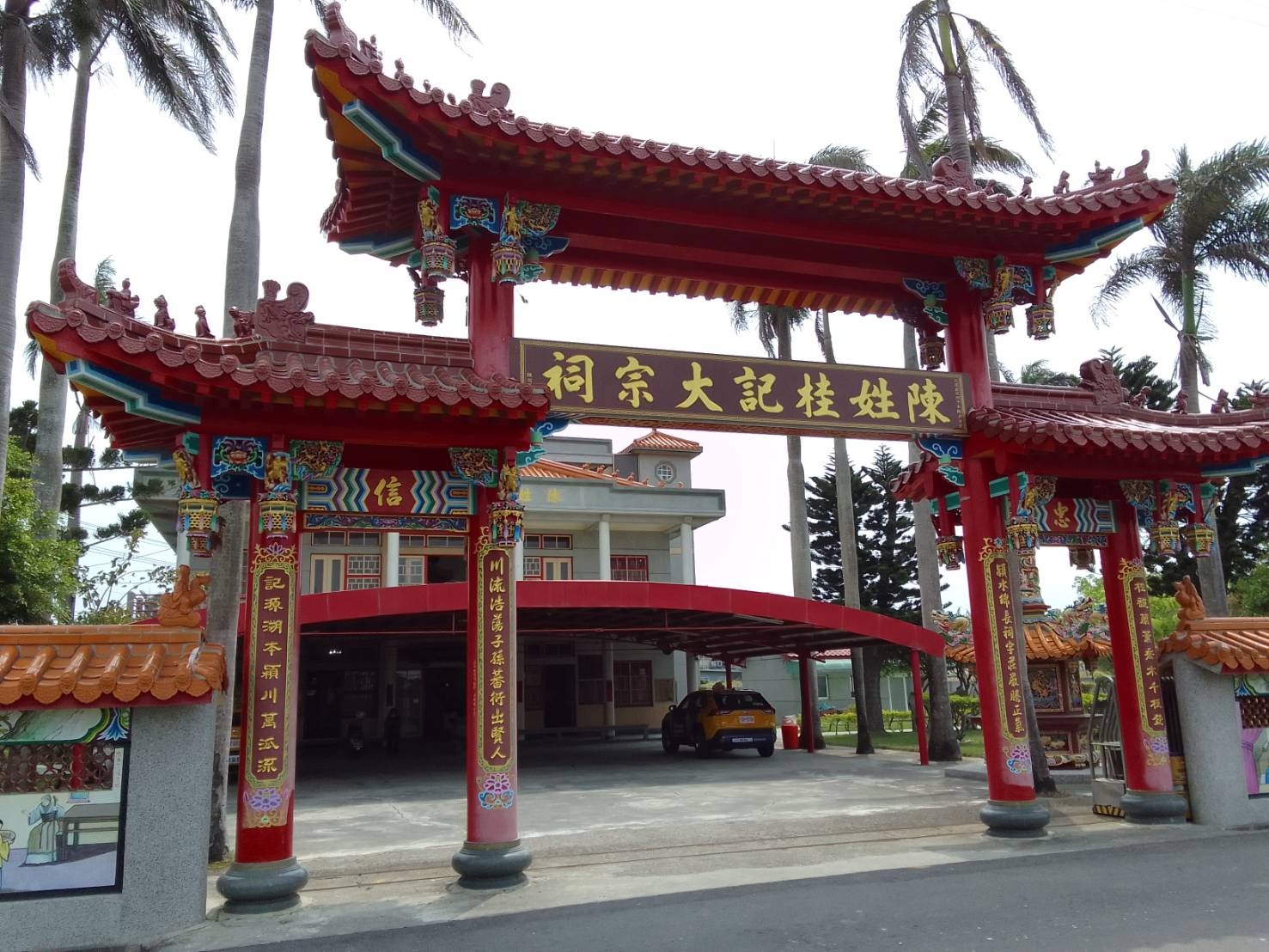
陳桂記大宗祠